# Arquidiócesis de Kupang
La arquidiócesis de Kupang (en latín: Archidioecesis Kupangen(sis) y en indonesio: Keuskupan Agung Kupang) es una circunscripción eclesiástica latina de la Iglesia católica en Indonesia, sede metropolitana de la provincia eclesiástica de Kupang. La arquidiócesis tiene al arzobispo Peter Turang como su ordinario desde el 10 de octubre de 1997. 

## Territorio y organización
La arquidiócesis tiene 14 150 km² y extiende su jurisdicción sobre los fieles católicos de rito latino residentes en la provincia de Islas menores de la Sonda orientales: en la ciudad de Kupang y en las regencias de Kupang, Timor Central Sur (las tres en la isla Timor), Rote Ndao (en la isla de Roti), Sabu Raijua y Alor.
La sede de la arquidiócesis se encuentra en la ciudad de Kupang, en donde se halla la Catedral de Cristo Rey.
En 2019 en la arquidiócesis existían 34 parroquias agrupadas en tres zonas pastorales: Ciudad de Kupang, Timor, Isla de Roti, Sabu y Alor.
La arquidiócesis tiene como sufragáneas a las diócesis de: Atambua y Weetebula.

## Historia
La diócesis de Kupang fue erigida el 13 de abril de 1967 con la bula Sanctorum mater del papa Pablo VI, obteniendo el territorio de la diócesis de Atambua. Originalmente era sufragánea de la arquidiócesis de Ende.
El 25 de enero de 1982 la diócesis se expandió, incorporando la isla de Alor, que pertenecía a la diócesis de Larantuka.
El 23 de octubre de 1989 fue elevada al rango de arquidiócesis metropolitana con la bula Quo aptius del papa Juan Pablo II.

## Estadísticas
De acuerdo al Anuario Pontificio 2020 la arquidiócesis tenía a fines de 2019 un total de 190 143 fieles bautizados.
| Año                                                                             | Población            | Población | Población      | Sacerdotes | Sacerdotes    | Sacerdotes    | Bautizados por sacerdote | Diáconos permanentes | Religiosos | Religiosos | Parroquias |
| Año                                                                             | Bautizados católicos | Total     | % de católicos | Total      | Clero secular | Clero regular | Bautizados por sacerdote | Diáconos permanentes | Varones    | Mujeres    | Parroquias |
| ------------------------------------------------------------------------------- | -------------------- | --------- | -------------- | ---------- | ------------- | ------------- | ------------------------ | -------------------- | ---------- | ---------- | ---------- |
| 1969                                                                            | 17 481               | 556 645   | 3.1            | 11         |               | 11            | 1589                     |                      | 14         | 6          | 9          |
| 1980                                                                            | 47 792               | 650 000   | 7.4            | 16         |               | 16            | 2987                     |                      | 21         | 18         |            |
| 1990                                                                            | 83 316               | 916 132   | 9.1            | 34         | 16            | 18            | 2450                     |                      | 28         | 51         | 42         |
| 1997                                                                            | 128 454              | 1 082 307 | 11.9           | 53         | 29            | 24            | 2423                     |                      | 93         | 110        | 40         |
| 2000                                                                            | 109 022              | 1 138 020 | 9.6            | 55         | 28            | 27            | 1982                     |                      | 106        | 76         | 40         |
| 2001                                                                            | 112 542              | 1 153 313 | 9.8            | 69         | 35            | 34            | 1631                     |                      | 125        | 76         | 40         |
| 2002                                                                            | 121 473              | 1 187 912 | 10.2           | 102        | 68            | 34            | 1190                     |                      | 132        | 186        | 20         |
| 2003                                                                            | 126 417              | 1 189 829 | 10.6           | 75         | 38            | 37            | 1685                     |                      | 49         | 251        | 22         |
| 2004                                                                            | 125 123              | 1 189 829 | 10.5           | 77         | 45            | 32            | 1624                     |                      | 142        | 137        | 22         |
| 2011                                                                            | 217 000              | 1 396 000 | 15.5           | 103        | 87            | 16            | 2106                     |                      | 126        | 343        | 26         |
| 2016                                                                            | 187 985              | 1 484 150 | 12.7           | 119        | 106           | 13            | 1579                     |                      | 148        | 247        | 30         |
| 2019                                                                            | 190 143              | 1 601 100 | 11.9           | 124        | 109           | 15            | 1533                     |                      | 224        | 148        | 34         |
| Fuente: Catholic-Hierarchy, que a su vez toma los datos del Anuario Pontificio. |                      |           |                |            |               |               |                          |                      |            |            |            |

## Episcopologio
- Gregorius Manteiro, S.V.D. † (13 de abril de 1967-10 de octubre de 1997 falleció)
- Peter Turang, por sucesión el 10 de octubre de 1997